# Robert A. Lovett
Robert Abercrombie Lovett (n. 14 septembrie 1895, Huntsville⁠(d), Texas, SUA – d. 7 mai 1986, Locust Valley⁠(d), Nassau County, New York, SUA) a fost al patrulea secretar al apărării al Statelor Unite, fiind promovat în această poziție din funcția de secretar adjunct al apărării. A activat în cabinetul președintelui Harry S. Truman din 1951 până în 1953 și a coordonat războiul din Coreea. În calitate de subsecretar de stat, a fost însărcinat cu diverse activități în cadrul Departamentului de Stat sub secretarul de stat George C. Marshall.
Lovett este membru esențial al grupului „Wise Men⁠(d)”, format din consilieri pe politică externă, și este considerat un „arhitect al Războiului Rece” de către sociologul G. William Domhoff⁠(d) în lucrarea sa din 1970, The Higher Circles: The Governing Clasa in America.

## Biografie
Lovett s-a născut pe 14 septembrie 1895 în Huntsville, Texas,⁠(d) fiul lui Robert S. Lovett⁠(d), președinte și director al consiliului de administrație al Union Pacific Railroad și director atât al National City Bank of New York⁠(d), cât și al Western Union.
La 19 aprilie 1919, Lovett s-a căsătorit cu Adele Quartley Brown, fiica lui James Brown (1863–1935), un urmaș al lui Alexander Brown⁠(d) (1764—1834) și a familiei de bancheri Brown⁠(d), fondatorii Brown Brothers Harriman & Co.⁠(d), și a lui Adele Quartley (1866 – 1954), fiica faimosului pictor de peisaj emarine, Arthur Quartley⁠(d). Cuplul a avut doi copii.
Lovett a absolvit The Hill School⁠(d) din Pottstown, Pennsylvania⁠(d) în 1914. A fost membru al societății Skull and Bones de la Universitatea Yale, unde a absolvit în 1918. Din 1919 până în 1921, Lovett a urmat studii postuniversitare în drept, iar apoi în administrarea afacerilor la Universitatea Harvard.

## Cariera politică
În decembrie 1940, Lovett a fost numit asistent special pentru afaceri aeriene al mnistrului de război Henry L. Stimson. În același timp, John J. McCloy⁠(d) a devenit asistent general al secretarului și Harvey H. Bundy⁠(d) a preluat funcția de asistent special al ministrului de război.
În aprilie 1941, Lovett a primit funcția de secretar adjunct de război pentru forțele aeriene, o poziție liberă încă din 1933. Acesta a supravegheat extinderea masivă a United States Army Air Forces⁠(d) și achiziționarea unui număr ridicat de avioane militare în timpul celui de-al Doilea Război Mondial. Când i-a acordat Distinguished Service Medal⁠(d) în septembrie 1945, președintele Harry Truman a declarat: „Fără doar și poate, el a fost ochii, urechile și mâinile ministrului de război în materie de dezvoltare a puterii forțelor aeriene americane care a uimit lumea și a contribuit enorm la încheierea promptă a războiului”.
Președintele Truman a refuzat să accepte demisia lui Lovett și McCloy când aceștia și Bundy și-au depus demisia în septembrie 1945. La 22 octombrie 1945, ministrul de război Robert Patterson a creat Comitetul Lovett, prezidat de Robert A. Lovett, pentru a consilia guvernul cu privire la organizarea postbelică a activității serviciilor de informații americane, fapt ce a condus la înființarea CIA.
În decembrie 1945, Lovett a revenit la compania familiei Brown Brothers Harriman, însă a fost rechemat la Washington un an mai târziu pentru a ocupa funcția de subsecretar de stat al generalului George Marshall. Acesta și  senatorul Arthur Vandenberg⁠(d) au contribuit la elaborarea rezoluției Vandenberg⁠(d), care a contribuit mai târziu la înființarea NATO. Având o stare de sănătate precară, Marshall a transferat responsabilitățile sale majore adjuncților săi, în special lui Lovett, și nu era interesat de detalii minuțioase. Până în 1948, starea sa de sănătate s-a înrăutățit, iar activitățile sale s-au redus și mai mult. Prin urmare, o mare parte din sarcinile lui Marshall au fost puse pe umerii lui Lovett.
În ianuarie 1949, Lovett a revenit din nou la firma familiei. Totuși, Marshall a insistat ca acesta să-i fie partener din nou odată cu preluarea funcției de secretar al apărării în septembrie 1950. În calitate de secretar adjunct al apărării, Lovett a jucat un rol important în administrarea departamentului.
Când Lovett a preluat funcția de secretar al apărării, Statele Unite erau implicate în războiul din Coreea. Principala sa preocupare a fost programul de reînarmare desfășurat pe termen lung. La fel ca Marshall, acesta considera că Statele Unite a făcut o greșeală imensă la sfârșitul celui de-al Doilea Război Mondial, când au decis să ignore nevoile forțelor armate. De asemenea, atât el, cât și Marshall s-au opus recunoașterii noului stat Israel în 1948, pe motiv că ar afecta interesele strategice ale țării în regiune pe o perioada îndelungată.
Când războiul din Coreea a izbucnit în mod neașteptat, Lovett a dezvoltat un program masiv de înarmare menit să asigure sprijinul militar necesar într-un război limitat⁠(d). Lovett a declarat că „până în momentul de față, această țară a avut două trepte: una gata de război total, iar alta neglijentă cu pacea. Acum încercăm să găsim o viteză de croazieră”.
Lovett a pledat pentru bugete imense esențiale continuării războiului din Coreea și dezvoltării forțelor defensive ale Statelor Unite. A cerut sume mari de bani și s-a declarat cu fermitate împotriva reducerile de buget propuse de Congres, susținând nevoia extinderii forțelor armate, forțelor navale și infanteriei marine. Lovett și-a propus ca obiectiv creșterea numărului de avioane militare ale forțelor aeriene la 143 (95 existau la vremea respectivă) și o armată mai mare. Cererile sale nu au fost respectate, Departamentul Apărării primind în 1953 aproximativ 44,2 miliarde de dolari, cu aproape 13 miliarde mai puțin decât în anul precedent. Acesta a cerut inițial 71 de miliarde de dolari, iar apoi a redus această sumă la 49 de miliarde.
Programele sale de reînarmare și pregătire militară au avut de suferit în 1952 din cauza unei greve în industria oțelului⁠(d). Truman a încercat să evite greva prin preluarea controlului combinatelor siderurgice în aprilie 1952. Muncitorii au decis să intre în grevă după ce Curtea Supremă a decis că ordinul de confiscare al lui Truman este neconstituțional⁠(d). Lovett a susținut că acțiunea președintelui era necesară pentru continuarea producției în industria de apărare și era îngrijorat de efectele grevei asupra capacităților militare ale națiunii. Totuși, acesta a remarcat că „în ultimele șase luni ale anului 1952 au avut loc cele mai semnificative creșteri ale capacității militare ale Statelor Unite de la începutul mobilizării parțiale”.
Departamentul Apărării a reușit să facă față cu brio provocărilor puse de războiul din Coreea și a inițiat un proces de lungă durată de pregătire militară.
Pe lângă problema pregătirii militare, Lovett a fost nevoit să soluționeze alte probleme ignorate încă de la începutul anilor 1950, inclusiv rolul militar al armelor nucleare. Opiniile sale cu privire la chestiunea armelor nucleare și la alte probleme militare importante erau identice cu cele ale predecesorilor săi. A susținut ferm programele de pregătire militară universală, considerându-le singurele mod prin care Statele Unite își poate construi forțe militare de rezervă. Puternic susținător al NATO, a jucat un rol important în adoptarea de către consiliul organizației a unui program militar - care include 50 de divizii și 4.000 de avioane - pentru anul 1952.